# Rozdori
Rozdori (en ucraniano: Роздори, romanizado: Rozdory) es un pueblo ucraniano perteneciente al óblast de Dnipropetrovsk. Situado en el este del país, es parte del raión de Sinélnikove y del municipio (hromada) homónimo.

## Toponimia
El nombre del asentamiento en ruso también es Razdori (en ruso: Раздоры). 

## Geografía
Rozdori se encuentra en la margen derecha del río Nizhnia Tersa, 19 km al este de Sinélnikove. 

## Historia
Rozdori fue fundada en 1778 en el lugar de la cabaña de invierno de los cosacos de Zaporiyia por el consejero de la corte Karabin, que recibió estas tierras como regalo de Catalina II.La ocupación principal de sus habitantes era la agricultura, la ocupación secundaria era la pequeña artesanía para sus propias necesidades. 
En 1882 se construyó una estación de tren cerca de Rozdori. Ya en 1899 se descubrieron depósitos de caolín alrededor del pueblo.  
La localidad tiene el estatus de asentamiento de tipo urbano desde 1957. En 1974 funcionaba aquí una fábrica de ladrillos. 
En 2023, Rozdori perdió el estatus de asentamiento de tipo urbano debido a la eliminación de este estatus administrativo.

## Demografía
La evolución de la población de Rozdori entre 1959 y 2022 fue la siguiente:
| 4478                                                          | 2313 | 2144 | 2005 | 1842 | 1791 | 1767 | 1633 |
| (Fuente: Cities & Towns of Ukraine y UKRAINE: Größere Städte) |      |      |      |      |      |      |      |

Según el censo de 2001, la lengua materna de la mayoría de los habitantes, el 92,35%, es el ucraniano; y del 6,95%, el ruso.

## Infraestructura

### Transporte
Rozdori tiene una estación de tren en la vía férrea que conecta Dnipró vía Sinélnikove con Chápline. También tiene conexiones con Pokrovsk y Berdiansk. Por el asentamiento pasa la carretera T-0401